# Jesper Ceesay
Jesper Ismaila Ceesay, [] ( lyssna)) född 20 oktober 2001, är en svensk-gambiansk fotbollsspelare som spelar för IFK Norrköping i Allsvenskan. Han är yngre bror till fotbollsspelaren Joseph Ceesay som spelar i Malmö FF.

## Klubblagskarriär
Jesper Ceesays började som femåring spela i moderklubben Hässelby SK. Bara ett år senare flyttade han till IF Brommapojkarna.

### IF Brommapojkarna
Inför säsongen 2020 flyttades en 18-årig Ceesay upp i BP:s A-lag. Kort dessförinnan hade han A-lagsdebuterat i 0-2-förlusten mot Hammarby IF i Svenska Cupen den 1 mars 2020.
Debuten i Ettan Norra kom i säsongspremiären, när IF Brommapojkarna besegrade IK Frej med 1-0 den 14 juni 2020. Därefter etablerade sig Jesper Ceesay snabbt som ordinarie och var med om att föra klubben till en andraplats, vilket medförde kval till Superettan. Där förlorade IF Brommapojkarna dock dubbelmötet mot Trelleborgs FF.
I april 2021 skrev Ceesay på ett nytt treårskontrakt med IF Brommapojkarna. Han var under säsongen på nytt ordinarie, då 
Brommapojkarna fick revansch och vann Ettan Norra. Efter säsongens slut utsågs Jesper Ceesay till säsongens talang. Han mottog även priset som Årets Pojke av BP-supportrarna.

### AIK
Den 21 december 2021 presenterades Jesper Ceesay av AIK, med vilka han tecknade ett fyraårskontrakt. Enligt Expressen kostade Ceesay en miljon kronor att köpa loss från IF Brommapojkarna.
Tävlingsdebuten i AIK kom i 2-0-segern mot Örgryte IS i Svenska Cupen den 19 februari 2022, vilken senare följdes av allsvensk debut i premiäromgången mot BK Häcken den 2 april 2022. Jesper Ceesays startdebut i Allsvenskan kom i 0-3-förlusten mot Malmö FF den 17 april 2022.

### IFK Norrköping
Den 21 mars 2023 presenterades Jesper Ceesay för IFK Norrköping. Kontraktet är skrivet på 2 år.

## Statistik
| Klubb              | Säsong             | Liga               | Liga    | Liga | Nationell cup | Nationell cup | Internationell cup | Internationell cup | Övrigt  | Övrigt | Totalt  | Totalt |
| Klubb              | Säsong             | Division           | Matcher | Mål  | Matcher       | Mål           | Matcher            | Mål                | Matcher | Mål    | Matcher | Mål    |
| ------------------ | ------------------ | ------------------ | ------- | ---- | ------------- | ------------- | ------------------ | ------------------ | ------- | ------ | ------- | ------ |
| IF Brommapojkarna  | 2020               | Ettan Norra        | 27      | 0    | 1             | 0             | -                  | -                  | -       | -      | 28      | 0      |
| IF Brommapojkarna  | 2021               | Ettan Norra        | 26      | 0    | 2             | 0             | -                  | -                  | -       | -      | 28      | 0      |
| Totalt             | Totalt             |                    | 53      | 0    | 3             | 0             | -                  | -                  | -       | -      | 56      | 0      |
| AIK                | 2022               | Allsvenskan        | 3       | 0    | 3             | 0             | 0                  | 0                  | -       | -      | 6       | 0      |
| Totalt i karriären | Totalt i karriären | Totalt i karriären | 56      | 0    | 6             | 0             | 0                  | 0                  | 0       | 0      | 62      | 0      |

## Personligt
Jesper Ceesay är uppvuxen i Hässelby i Stockholm och har rötter i Gambia. Hans far Lamin Ceesay var även han fotbollsspelare och var landslagsman för Gambia. Även hans bror Joseph Ceesay är fotbollsproffs.

## Meriter
IF Brommapojkarna
- Ettan Norra (1): 2021